# Luigi's Mansion 3
Luigi's Mansion 3 (más conocido en japonés ルイージマンション3, Ruīji Manshon Surī) es un videojuego de acción y aventura de 2019 desarrollado por Next Level Games y publicado por Nintendo para la Nintendo Switch. Es la tercera entrega de la serie Luigi's Mansion tras Luigi's Mansion: Dark Moon (2013). En el juego, los jugadores asumen el papel de Luigi, quien debe explorar un hotel regido por fantasmas y salvar a Mario y a los demás después de que el Rey Boo los engañe para que lo visiten de vacaciones.
Además de una serie de elementos de juego que regresan de las entregas anteriores, el juego incorpora nuevas características, incluidos movimientos adicionales para atrapar fantasmas, un doppelgänger ectoplásmico de Luigi conocido como Gooigi y una funcionalidad multijugador ampliada que permite a los jugadores participar en juegos cooperativos y competitivos tanto localmente como en línea. El juego recibió críticas positivas y fue nominado a varios premios, incluyendo el de "Mejor Juego Familiar" en The Game Awards 2019. Hasta marzo de 2024, había vendido 14,25 millones de copias.

## Argumento
La historia es una continuación de los juegos Luigi's Mansion y Luigi's Mansion: Dark Moon, donde Luigi, el hermano menor de Mario, exploró las oscuras mansiones embrujadas. Esta vez decidió relajarse en un hotel con sus amigos y su querido perro fantasma Polterpup. Al igual que otras entregas de Nintendo, la trama de Luigi's Mansion es el preludio del desastre. Comienza con Luigi, Mario, la Princesa Peach y los Toads que deciden tomar un autobús a un lugar de vacaciones en el «Hospedaje del Último Recurso». Recibieron una invitación de la dueña del establecimiento - Hellen Gravely como invitados VIP. Los héroes admiran los grandiosos interiores de gran altura, ignorando la apariencia sospechosa de su personal. Hellen proporciona a cada huésped una habitación privada.
Luigi decide tomar una siesta, pero el grito de la princesa Peach lo despierta. Tratando de entender lo que pasó, descubre cómo el alojamiento ha cambiado su apariencia, convirtiéndose en una lúgubre mansión embrujada. Se encuentra con Hellen, quien también se revela como un fantasma. Ella conspiró con su viejo némesis, el Rey Boo y lo liberó después de haber sido encarcelado desde el último título. El espíritu malvado nuevamente quiere «bloquear» a todos los personajes en sus pinturas y Luigi era el último en la fila. El héroe escapa en el último momento, saltando por el pozo de basura.
Se encuentra en el sótano y encuentra un dispositivo de «aspiradora» Poltergust G-OO que puede absorber fantasmas. Para él, esta es una oportunidad para derrotarlos y rescatar a sus amigos, sin embargo, casi todos los botones del piso han desaparecido del elevador, y solo al derrotar a los espectros principales en cada nivel, puede obtener otro botón del ascensor del siguiente. Luigi es asistido por el profesor E. Gadd, quien es liberado por él, quien ha desarrollado el Poltergust G-OO y lo actualiza con nuevas funciones, como la capacidad de usar un doppelgänger Guigi. También instaló su laboratorio portátil en el sótano.
Cuando Luigi derrota a los fantasmas y obtiene acceso a los diecisiete plantas, logra liberar primero a los Toads y luego a Mario y Peach, sin embargo, debe luchar contra el Rey Boo en el último. Después de la victoria, el lugar es destruido y casi todos los espectros se liberan, pero sin sus líderes resultan amistosos, y los héroes liberados ayudan a los fantasmas a construir un nuevo hotel fantasmal. Su apariencia depende de la cantidad de dinero que le quede al jugador: de cinco a diecisiete pisos. Después de eso, Luigi y sus amigos regresan al Reino Champiñón.

## Jugabilidad
Luigi's Manson 3  es un videojuego de acción y aventura en el que el jugador controla a un personaje llamado Luigi desde una perspectiva en tercera persona. Los principales objetivos son utilizar el dispositivo Poltergust G-OO para explorar los espacios del hotel, resolver acertijos, buscar gemas, superar obstáculos y participar en batallas con espectros. Al principio, varios pisos están disponibles para el usuario, ya que se han eliminado los botones del ascensor. Cada uno es un nivel y requiere una pelea para derrotar al jefe fantasma para completarlo, después de lo cual puede obtener el interruptor del siguiente. Para un pasaje completo, debe acceder a los diecisiete pisos del hotel.
A medida que desbloquea el acceso a las plantas superiores, aumenta la dificultad de los rompecabezas y las batallas. Los escenarios superiores están asociados con algún tema: por ejemplo, un invernadero, un estudio de cine, un museo paleontológico, un castillo medieval, catacumbas de las pirámides egipcias, etc. También hay subterráneas con alcantarillado. Sin embargo, el jugador siempre puede regresar a los anteriores y volver a explorar el espacio. En este caso, puede cazar espíritus «Boo» que se esconden dentro de objetos; se pueden encontrar por las vibraciones de los joy-cons.
Montado en la espalda de Luigi, el Poltergust G-OO es su arma principal en la lucha contra los fantasmas, tiene una boquilla para succión o suministro de aire, además de una luz estroboscópica. El héroe puede aturdir temporalmente a los espectros con una luz estroboscópica y luego absorberlos. El Poltergust G-OO puede disparar un desatascador con una cuerda atada a él y luego tirar de la misma, derribar cosas o abrir puertas de gabinetes cerradas. Puede funcionar como una aspiradora normal, permitiéndole aspirar todos los objetos pequeños. De este modo, el usuario puede recolectar dinero o abrir cachés. Se puede capturar elementos grandes con una boquilla y luego dispararlos cuando se le suministra aire, por ejemplo, sobre el enemigo. Los comandos simultáneos de succión y aire harán que Luigi se eleve en el aire por un breve momento, además, con esta acción, los fantasmas hostiles pueden ser arrojados lejos de él. La luz estroboscópica también es capaz de emitir la llamada luz oscura, que permite detectar objetos ocultos o espíritus.
Para derrotarlos, debes realizar una serie de acciones secuenciales. El fantasma solo puede ser arrastrado al Poltergust G-OO después de haber sido aturdido por un brillante destello de luz estroboscópica, mientras que resistirá desesperadamente hasta que se le acaben sus puntos de vida. Además de jefes con habilidades únicas, presenta diferentes tipos, cada uno de los cuales requiere un enfoque diferente. A menudo usan elementos que los protegen de los efectos del flash, en cuyo caso el jugador debe encontrar una manera de deshacerse de su protección utilizando las capacidades de Poltergust G-OO. Por ejemplo, puedes aspirar estos elementos o sacarlos disparando con un desatascador.
Además de las batallas, también es útil para explorar el espacio circundante: por ejemplo, usando la función de succión o suministro de aire, puede acercar o alejar objetos de él, aspirar cortinas, mamparas y girar válvulas para ajustarlas el nivel de suministro o agua, abrir trampillas. El dispositivo te permite crear un doble temporal a partir del plasma: Guigi, que tiene las mismas habilidades que el héroe. Debido a su consistencia gelatinosa, puede atravesar barras, vallas o trampillas para llegar a habitaciones a las que Luigi no puede llegar, y es resistente a cortar o perforar objetos como flechas o púas en el suelo; sin embargo, no soporta el agua y se disuelve instantáneamente al contacto con ella. También puede servir como cebo para luchar contra enemigos y jefes. El jugador no puede controlar dos personajes al mismo tiempo y debe cambiar el control entre Luigi y Guigi. Luigi's Manson 3 también presenta un modo cooperativo donde un segundo jugador controla a Guigi. Luigi o Guigi pueden continuar ejecutando el comando incluso si el jugador no tiene actualmente el control del personaje. Algunos acertijos requieren que ambos ejecuten el mismo comando al mismo tiempo. Luigi cuenta con la ayuda del profesor E. Gadd, a quien el protagonista era el primero en rescatar de la trampa del Rey Boo. Instala un laboratorio en el sótano, que sirve como menú, donde se puede ver una galería de fantasmas capturados y objetos coleccionables recolectados, comprar artículos y acceder a los modos multijugador ScareScraper y ScreamPark. Ocasionalmente, el profesor puede darle consejos a Luigi a través del dispositivo VB o Virtual Boo.

### Scarescraper
El título tiene un modo Scarescraper en línea que lleva a una nueva ubicación. Sólo se puede acceder a él a través del menú del laboratorio del Profesor Gadd después de que se tenga acceso al doppelgänger de Guigi. Ofrece juego inalámbrico local con hasta cuatro consolas Switch por aire y en línea donde se emparejan cuatro jugadores al azar. También se puede jugar solo, sin embargo, es difícil ya que las fases están diseñados con varias personas en un corto período de tiempo para completarlos. También puede elegir el número de pisos que quiere subir con los miembros de su grupo, de cinco a veinte. En Scarescraper, Luigi puede vestirse con diferentes disfraces, lo que facilita distinguir personajes de diferentes usuarios.
El modo incluye rondas en las que varios jugadores deben completar ciertos objetivos en un tiempo limitado: la mayoría de las veces es encontrar y capturar todos los fantasmas en el suelo, otras requieren que encuentres un determinado cantidad de dinero, salva a los Toads o destruye a todos los cuervos. Se puede ver un mapa que muestra las habitaciones descubiertas por todos las personas e indica si se logra allí, por ejemplo, si están libres de todos los espectros. Los jugadores deben completar la tarea en poco tiempo, pero también pueden extender el cronómetro encontrando cronómetros. Si la tarea se completa con éxito, obtienen acceso al siguiente piso; de lo contrario, se considera perdido y el paso comienza nuevamente desde el primero.
La jugabilidad es generalmente idéntica al modo para un jugador, pero adaptada para varios, a los que a menudo se les pide que formen equipos y se ayuden entre sí. Cuando las trampas —puertas, alfombras o taquillas— «capturan» a uno, sólo otro puede liberarlo. Otras trampas apagan las luces, lo que dificulta el movimiento, o el usuario pierde su Poltergust y debe encontrarlo en el mapa. Algunas puertas están cerradas con llave y, para abrirlas a la vez, varios jugadores deben pararse sobre una gran plataforma.
En algunos pisos, puedes encontrar los llamados «fantasmas raros» que no se pueden encontrar en el modo para un jugador. Son más difíciles de derrotar y capturar que los estándar. Por ejemplo, pueden moverse más rápido, regenerar sus puntos de vida o lanzar bombas. Si lograron llegar al techo de la casa, deberán luchar contra Boolossus, que se parece al Rey Boo.

### Screampark
El modo Screampark es una colección de minijuegos similar a Super Mario Party. El juego divide a los jugadores en dos equipos opuestos de cuatro y gana el equipo con más. Un equipo está representado por Luigi con trajes de diferentes colores y el otro equipo está representado por los dobles de Guigi. El objetivo del equipo es sumar tantos puntos como sea posible. Uno trata sobre luchar y capturar fantasmas, diferentes tipos dan diferentes. El segundo consiste en disparar balas de cañón a objetivos en movimiento; los jugadores pueden robar balas de cañón del equipo enemigo. El tercer minijuego presenta arenas en forma de piscina o zona de agua, donde los personajes de los usuarios nadan sobre anillos inflables y deben recoger tantas monedas como sea posible en poco tiempo, sorteando obstáculos, trampas o minas. Con las actualizaciones también se agregaron minijuegos en el campo de hockey, carreras acuáticas con pistas de obstáculos y títulos con arena y pesas.

## Desarrollo
Luigi's Mansion 3 es el tercer juego de la serie Luigi's Mansion de Nintendo. El primer juego de la serie se lanzó para la GameCube en 2001. Surgió de la idea de crear un juego de «casa de muñecas», donde, por ejemplo, Mario se movía dentro de una casa o un complejo de apartamentos. Inicialmente, se suponía que era un edificio de estilo japonés, luego se decidió convertir una mansión europea en el escenario principal. Al final, se eligió a Luigi como personaje principal para darle originalidad a la historia.
Al desarrollar Luigi's Mansion 3, el objetivo del equipo era crear el mejor juego de la serie Luigi's Mansion y proporcionar más contenido de juego original que el que habían ofrecido los juegos anteriores de la serie. El juego fue desarrollado por el estudio canadiense Next Level Games, producido por Nintendo por Kensuke Watanabe. Ha estado trabajando con estudios extranjeros desde la década de 1990 para crear juegos para Nintendo y notó que el equipo de Next Level Games comprende la identidad corporativa de la compañía y su enfoque en el diseño de juegos. Para el estudio canadiense, este trabajo fue el proyecto más grande y con el mayor número de desarrolladores involucrados, aunque este estudio ya había creado anteriormente varios juegos para Nintendo, incluida la parte anterior Luigi's Mansion: Dark Moon. Los creadores tuvieron que tener en cuenta las principales deficiencias de la segunda parte y evitarlas en el nuevo juego.
La serie Luigi's Mansion en su conjunto se desarrolla con un enfoque diferente al de Super Mario: mientras este último se centra en la velocidad de reflejos, los juegos de Luigi se centran principalmente en acertijos y resolución de acertijos, aunque también se requieren habilidades de combate. El desarrollo comenzó en 2016, justo después del lanzamiento de Metroid Prime: Federation Force de Next Level Games para la 3DS. El juego se planeó originalmente para su lanzamiento en Wii U y se desarrolló para él en una etapa temprana.

### Creación de la jugabilidad

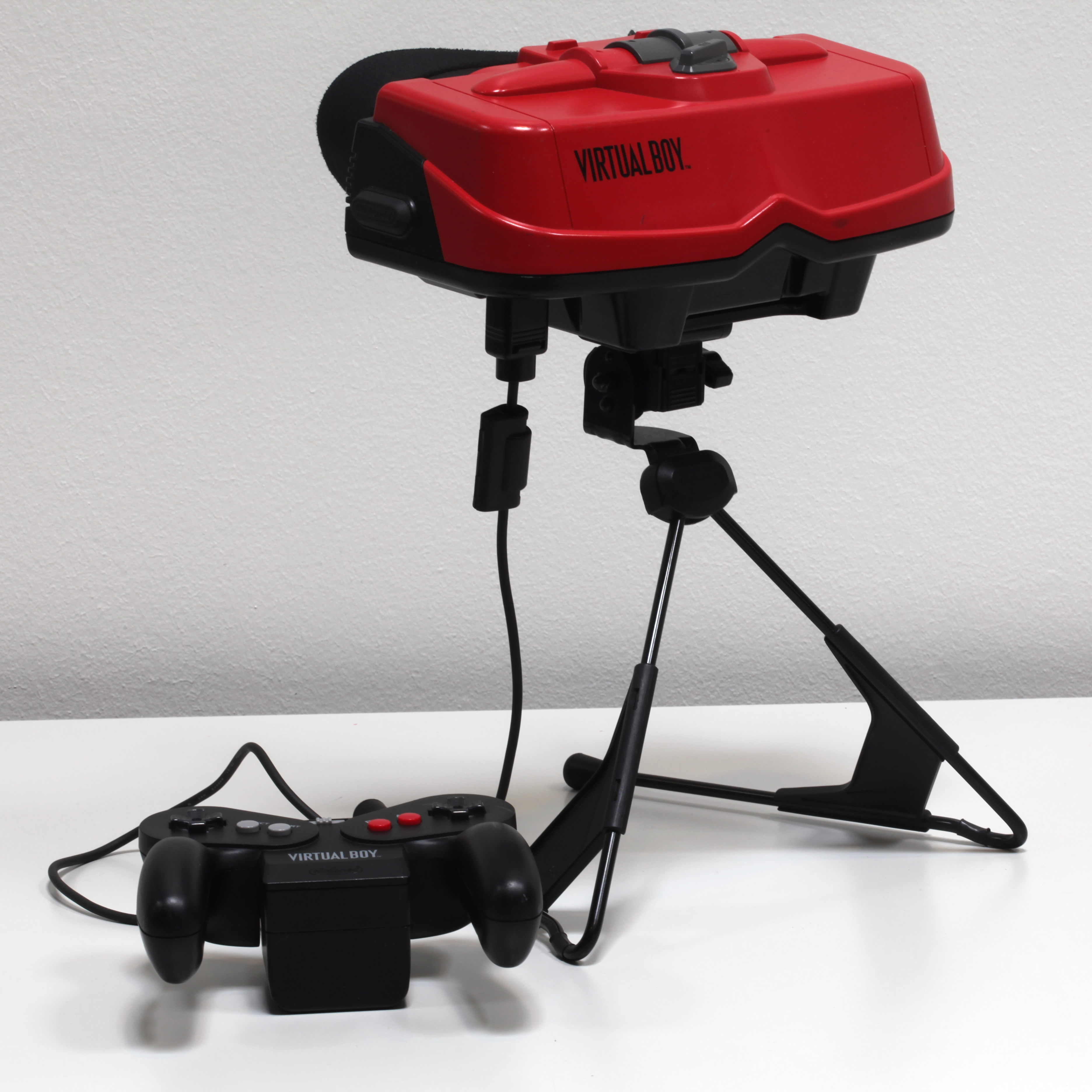
Las gafas virtuales «Virtual Boo» a través de las cuales Luigi se comunica con el Profesor Gadd son una réplica exacta del Nintendo Virtual Boy

Barret Chapman, director de arte de Next Level Games, señaló que el objetivo principal de los desarrolladores era crear un juego con una jugabilidad emocionante, y para ello es necesario combinar con éxito muchos factores, por ejemplo, integrar de manera competente la mecánica del juego en los niveles y hacer seguro de que podrían trabajar juntos. Además, las mecánicas no deben repetirse con demasiada frecuencia, por muy interesantes que sean, para que la jugabilidad no se vuelva mediocre. Una de las principales innovaciones de la tercera parte es el control alternativo de dos personajes para resolver algunos acertijos, para lo cual se presentó a Guigi, un doble de Luigi, capaz de penetrar en áreas inaccesibles para el héroe. Dado que cambiar el control podría confundir a los jugadores, los desarrolladores agregaron una serie de reacciones visuales y de audio a Luigi para dejar claro qué personaje está controlando el jugador en un momento particular. La idea de presentar un doble surgió cuando quedó claro que el juego se lanzaría en Nintendo Switch. En particular, se introdujo originalmente para poder jugar en modo cooperativo con dos jugadores con Joy-Con desconectados.
Los efectos visuales, según Barrett, también son una parte importante del juego, en particular, los desarrolladores han trabajado cuidadosamente la física de casi todos los objetos encontrados. Para el equipo resultó ser un trabajo largo y minucioso. Por lo tanto, el jugador puede literalmente interactuar constantemente con el espacio circundante, chupando o rompiendo todas las cosas pequeñas. Barret notó que el trabajo en gráficos, física y escenas de corte era tan complejo y de gran escala que en algún momento todos los desarrolladores del equipo estaban involucrados en él, y no solo los artistas con los programadores.
Respondiendo a la pregunta de por qué el jugador puede recolectar una gran cantidad de dinero durante todo el viaje, los desarrolladores notaron que, según la historia de fondo, otras personas los dejaron allí, antes de que el hotel se volviera fantasmal. El director del equipo, Bryce Holliday, también señaló que los jugadores simplemente disfrutan ganando dinero, incluso sin ningún propósito, como lo demuestran los juegos de las series Super Mario y The Legend of Zelda. El equipo decidió que el dinero solo se usaría para progresar en el juego, con poca o ninguna nivelación de personajes, la progresión del juego se centró más en desarrollar la habilidad del jugador en el uso de todas las habilidades de Luigi y su dispositivo.
Luigi's Mansion 3 se destaca de otros juegos de Nintendo por una gran cantidad de jefes. Cada uno de ellos está relacionado temáticamente con su nivel. Los desarrolladores notaron que intentaron prescribir a cada jefe para que fuera interesante, individual y que la batalla con él fuera un placer y emoción. Debido a problemas técnicos durante el desarrollo de Luigi's Mansion: Dark Moon, los creadores no pusieron jefes en el juego, lo que también es la razón por la que hay tantos en la tercera parte. Aunque se requiere que el fantasma jefe complete el nivel, hay un momento excepcional en el juego con el director fantasma Morty, que no ataca al jugador, y su captura no es un requisito previo para acceder al siguiente piso. La posibilidad de capturarlo se añadió más tarde para dar a los jugadores la opción de afrontar este momento «difícil». El Rey Boo es el jefe final y enemigo principal, como en juegos anteriores de la serie. A partir de ahora, tiene un poder aún mayor.

### Trama, música y actuación de voz
Según Kensuke Watanabe, Luigi es el más adecuado para el tipo de juego que ofrecen los juegos de Luigi's Mansion. No cae en el arquetipo de héroe como su hermano mayor Mario. El director de arte Barrett Chapman señaló que el propio Luigi es un personaje tímido que desempeña el papel de un héroe reacio. Se le presenta un difícil dilema: por un lado, es un cobarde, por otro, sólo él es capaz de salvar a todos sus amigos. Si Mario, a los ojos de los jugadores, parece un héroe inalcanzable, entonces las motivaciones de Luigi son mucho más cercanas y claras para el jugador. Esta situación se ve especialmente acentuada por la abundante reacción emocional del héroe ante diversas amenazas, mostrando lo asustado que está y no quiere participar en batallas, sin embargo, esto no afecta la jugabilidad de ninguna manera ni impide que el jugador luche contra enemigos.
El perro fantasma Polterpup, que sirve como asistente y compañero del protagonista, se agregó de inmediato, ya que muchos en el equipo de desarrollo eran fanáticos de él desde que trabajaron en el juego anterior Luigi's Mansion: Dark Moon, donde el perro fantasma debutó por primera vez. Si en los primer juego a menudo causaba problemas, en la tercera parte fue presentado para apoyar.
Durante el proceso de desarrollo, los creadores decidieron introducir numerosos elementos cinematográficos en forma de escenas que se integran en el juego, en lugar de aparecer sólo en momentos clave, como en otros juegos. A través de escenas cinemáticas, los creadores querían transmitir la sensación de que el jugador estaba viendo una caricatura. Durante el paso de los niveles hay una serie de referencias a las películas Poltergeist, It, The Ring, Godzilla, E.T., el extraterrestre y otras.
El tema principal del juego fue compuesto por Kazumi Totaka. El director de audio fue Chad York y su equipo trabajó en la banda sonora del juego. Dado que los niveles del juego fueron diseñados para ser lo más interactivos posible, los creadores agregaron una variedad de bandas sonoras al juego para una variedad de objetos con los que Luigi interactúa. Luigi tiene la voz del actor Charles Martinet, conocido por ser la voz de Mario en muchos juegos de Nintendo. Martinet también prestó su voz al personaje de Mario en el juego, Samantha Kelly prestó su voz a la Princesa Peach y los Toads, y Kazumi Totaka proporcionó la voz del profesor E. Gadd. Algunos personajes de Luigi's Mansion 3 fueron expresados por los desarrolladores, por ejemplo, uno de los productores del equipo le dio la voz a la propietaria del hotel, Hellen Gravely.

### Diseño de niveles
Dado que Luigi's Mansion 3 pone mucho énfasis en los acertijos y la exploración, los desarrolladores tuvieron que adoptar un enfoque particularmente responsable en el diseño de niveles del juego. La tercera parte ofrece el mayor número de localizaciones de toda la serie. La casa embrujada de los dos juegos anteriores fue reemplazada por un hotel a petición de Tanabe por varias razones. En primer lugar, según el productor, es más fácil para un hotel crear un diseño reconocible de pisos, interconectados, de modo que el jugador pueda entender inmediatamente que si está en la habitación 102, directamente encima de él, en el piso de arriba, está la habitación 202. Los rompecabezas a menudo requieren moverse entre habitaciones y esto, a su vez, ayuda al jugador a visualizar mentalmente la distribución de los pisos. Sin embargo, los desarrolladores tuvieron que abandonar algunas ideas, en particular, en la primera versión del juego había acertijos que requerían moverse entre pisos. Incluso se mostraron en una demostración cuatro meses antes del lanzamiento, pero se descubrió que eran demasiado difíciles para los jugadores y se eliminaron de la versión final. Sin embargo, el equipo no quiso abandonar esta idea por completo e introdujo las llamadas salas divididas, donde el jugador puede ver simultáneamente varios minipisos y resolver un problema en el que participan dos personajes. La cámara del juego a menudo se coloca para representar un mundo tridimensional desde una perspectiva bidimensional, como si uno estuviera viendo una casa de muñecas.
La segunda razón importante para reemplazar la casa por un hotel fue el deseo de Tanabe de tocar diferentes temas que originalmente no estaban relacionados con la casa embrujada. Los primeros conceptos sugerían utilizar, por ejemplo, hoteles con montañas rusas atravesándolos, como en Hollywood, pero esta idea se consideró demasiado extraña. Muchos de los niveles no se parecen a nada que Nintendo o sus competidores hayan creado antes. Si algunos pisos muestran interiores de hotel bastante típicos, otros niveles son aventuras en miniatura, por ejemplo un estudio de cine. En general, los niveles se dividieron en dos tipos: un piso que realmente podría estar en un hotel, y un piso temático, cuya existencia, por el contrario, no se puede imaginar en un hotel, «algo que el jugador no espera ver en absoluto». El director de arte Barrett Chapman señaló que el piso del estudio de cine era el favorito de los desarrolladores; experimentaron con varias mecánicas originales durante mucho tiempo y los acertijos más complejos se agregaron al estudio de cine. Con toda la variedad de niveles, los diseñadores tuvieron que mantener una unidad de estilo artístico y estética oscura. Al principio del desarrollo, los creadores trabajaron en diseños de niveles más tradicionales, como pisos de hielo o fuego.

### Complementos y multijugador
La creación de modos multijugador y DLC de pago para los mismos fue iniciativa de los propios desarrolladores de Next Level Games, cuyo equipo se especializa principalmente en desarrollar juegos multijugador o expansiones para juegos de Nintendo. Bryce Halliday señaló que cuando comenzó el trabajo en Luigi's Mansion 3, se ordenó al equipo que creara un juego basado en una historia para un solo jugador, pero Halliday admitió que sus colegas de NLG simplemente disfrutaban trabajando con el modo multijugador y querían crear también modos multijugador, tomando aprovechar sus años de experiencia. Incluso durante el desarrollo de Luigi's Mansion 3, el equipo tuvo muchas ideas relacionadas con el modo multijugador, incluida la implementación de una serie de mecánicas de juego que no eran adecuadas para el juego en solitario. El modo cooperativo de ScareScraper se introdujo por primera vez en Luigi's Mansion: Dark Moon que se lanzó en 2013 para la 3DS, la parte anterior también fue desarrollada por Next Level Games. En Luigi's Mansion 3, se mejoró en muchos aspectos y el número de jugadores participantes se incrementó a ocho, incluso en modo local, permitiendo el control de ocho personajes con ocho joy-cons separados. En algún momento, el equipo pensó en agregar un DLC «único», pero rápidamente lo abandonó por las razones descritas anteriormente, y los desarrolladores también notaron que dicho DLC implicaría la adición de nuevos pisos, lo cual era contrario a la trama del juego.

## Anuncio y lanzamiento
La tercera parte de Luigi's Mansion fue anunciada en la presentación de Nintendo Direct el 13 de septiembre de 2018, con fecha de lanzamiento prevista para 2019. En agosto de 2018, antes de que se anunciara el juego, el dispositivo Poltergust G-00 utilizado por Luigi se demostró en la presentación del avance del próximo juego Super Smash Bros. Ultimate.
El tráiler de Luigi's Mansion 3 se mostró en el E3 2019, donde también se revelaron las mecánicas principales del juego y se anunció el modo multijugador ScareScraper. Los visitantes pudieron probar una versión de demostración del juego. El director de Nintendo Americas, Nate Bieldorff, señaló en ese momento que la tercera entrega debería ofrecer más contenido de juego que nunca en la serie. Además, el juego, a diferencia de la parte anterior Dark Moon, fue designado simplemente con el número tres, lo que indica un período de tiempo más corto entre los lanzamientos de estos juegos, en comparación con la brecha de 12 años entre el lanzamiento de la primera parte de Luigi's Mansion para GameCube y su secuela. Otro avance del juego se mostró en la próxima presentación de Nintendo Direct el 4 de septiembre de 2019, que también mostró algunas de las ubicaciones del juego y la jugabilidad para el modo multijugador ScreamPark con hasta ocho jugadores. Los editores de Kotaku señalaron que el lanzamiento de Luigi's Mansion 3, a diferencia de los juegos de Mario y Zelda, se realizó «sin fanfarrias», sin grandes avances, presentaciones en el Nintendo Direct y entrevistas para la prensa.
Luigi's Mansion 3 se estrenó el 31 de octubre de 2019, en Halloween. El juego admite figuras Amiibo, que cuando se escanean con Switch revelan fantasmas ocultos en el juego o curan a Luigi. El 30 de abril y el 31 de julio de 2020, Nintendo se estaba preparando para lanzar expansiones pagas para los modos multijugador de ScareScraper y ScarePark, agregando nuevos atuendos para Luigi, nuevos tipos temáticos de fantasmas hostiles, modos cooperativos adicionales en ScareScraper y tres minijuegos adicionales en ScarePark. El segundo paquete de expansión finalmente se lanzó en abril. En enero de 2022, Nintendo y el fabricante de juguetes LEGO anunciaron el lanzamiento de varios sets de Lego de Luigi's Mansion como parte de la serie LEGO Super Mario.

### Ventas

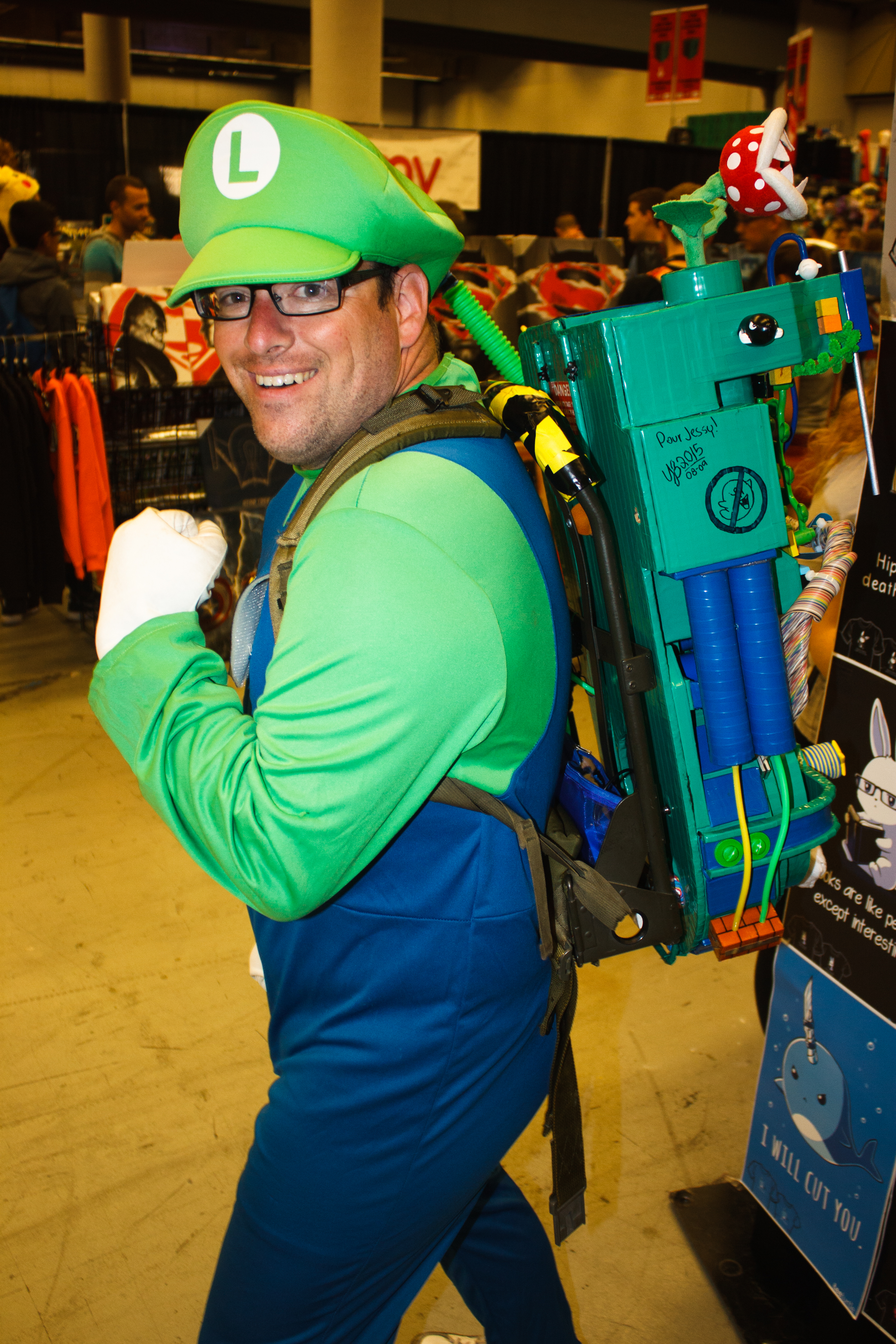
Cosplay de Luigi como Cazafantasmas.

Después de su lanzamiento, el juego fue un éxito comercial. Ya en noviembre, las copias físicas del juego se convirtieron en los juegos más vendidos en Nintendo Switch, por delante de éxitos de Nintendo en 2019 como el remake de The Legend of Zelda: Link's Awakening y Super Mario Maker 2. La tercera entrega se vendió un 140% mejor que el juego 3DS anterior, excluyendo las ventas digitales. El tercer juego inmediatamente después del lanzamiento se vendió más del doble que la segunda parte, siendo esta diferencia más fuerte en Norteamérica y Europa.
En el Reino Unido, a principios de noviembre, el juego era el segundo juego más vendido, sólo detrás de Call of Duty: Modern Warfare. En Estados Unidos, Luigi's Mansion 3 ocupó el décimo lugar en la lista de juegos más vendidos en noviembre de 2019, y en la plataforma Switch ocupó el cuarto lugar, detrás de las ediciones posteriores del juego Pokémon espada y Pokémon escudo. Luigi's Mansion 3 fue el cuarto juego más vendido de 2019 en la plataforma Switch. En Japón, alcanzó el número diez con 505.998 copias vendidas. En marzo de 2021, Luigi's Mansion 3 ha vendido 9,59 millones de copias en todo el mundo, lo que convierte al juego en uno de los más vendidos en Nintendo Switch.

### Éxito
Luigi's Mansion 3 fue un éxito comercial. El productor Kensuke Tanabe admitió que no esperaba una reacción tan amplia y positiva por parte de la comunidad de jugadores, dados los 10 años que han pasado desde el lanzamiento del juego anterior de la serie. Sin embargo, inmediatamente hizo una reserva de que los desarrolladores no van a mantener la popularidad del juego, como Mario Kart 8 o Super Smash Bros. Ultimate, en cambio se centra en desarrollar un proyecto futuro, insinuando una posible cuarta entrega de Luigi's Mansion. Tanabe también señaló que el juego lo juegan principalmente aquellos que esperan completar la historia, en lugar de permanecer en el juego durante mucho tiempo. Luigi's Mansion 3 está en la lista de los juegos más comprados por los propietarios de Nintendo Switch. Entre abril y septiembre de 2021, se ubicó como el undécimo juego de Switch más vendido lanzado por Nintendo. A pesar de su éxito general, el modo multijugador no fue tan popular como se esperaba originalmente.
GameSpot señaló que Luigi's Mansion 3 se destacó de la fallida y poco conocida franquicia de Nintendo. Un representante de Polygon expresó su esperanza de que el juego fuera un punto de inflexión para la serie. Un periodista de Nintendo Life señaló que el juego le permitió a Luigi tomar el protagonismo por un tiempo, aunque el personaje aún está condenado a verse eclipsado por la fama de su hermano Mario. Además, el doble del personaje principal, Gooigi, despertó un mayor interés entre los jugadores y visitantes del E3, a pesar de que este personaje apareció por primera vez en el remake de Luigi's Mansion para 3DS.
La edad media de la mayoría de los jugadores era de 20 años. Al mismo tiempo, con la llegada de las vacaciones, la proporción de niños y familias enteras ha aumentado notablemente. Es de destacar que el juego, al igual que sus predecesores, es popular entre las mujeres, cuyo porcentaje es notablemente mayor que entre los jugadores de Mario. Los fanáticos de Luigi's Mansion comenzaron a crear memes basados en el juego, por ejemplo, bromeando sobre cómo Luigi, quien originalmente estaba destinado a ser el doble «verde» de Mario, terminó con su propio doble verde, Gooigi. Según los resultados de la votación de Protect My Paws, el perro fantasma Polterpup fue reconocido como la mascota más cariñosa de los juegos de ordenador. En marzo de 2021, Nintendo decidió comprar el estudio Next Level Games, convirtiéndola en su hija. Esta decisión también estuvo asociada con el éxito de Luigi's Mansion 3.

## Recepción
En general, el juego recibió críticas positivas de los críticos del juego. La puntuación media según el agregador Metacritic es de 86 puntos sobre 100 posibles. El crítico CJ Andriessen de Destructoid calificó a Luigi 's Mansion 3 como la mejor colaboración entre Nintendo y Next Level Games y uno de los mejores juegos para Switch en 2019, y el crítico de IGN: el mejor juego sobre «Cazafantasmas» entre todos los juegos de computadora. Según el editor del sitio web Screen Rand, Luigi's Mansion 3  es una prueba más de que el mejor juego no tiene por qué ser un producto AAA, un multijugador con soporte activo o un título independiente sensacional.
John Mundy de Pocket Gamer lamentó que desde su debut en GameCube, la serie Luigi's Mansion ha estado condenada a ser juegos derivados de Nintendo independientemente de su calidad, y señaló que es más probable que los juegos sean vistos como «un elegante regalo de Halloween que puede ser disfrutado entre Mario y Zelda». Algunos críticos señalaron que Luigi's Mansion 3 permitió temporalmente que Luigi fuera la estrella del espectáculo en lugar de su hermano mayor Mario.

### Crítica del juego
Varios críticos notaron que el juego ofrece la jugabilidad habitual de la serie, ligada a la exploración del espacio, la resolución de acertijos y la lucha contra fantasmas, pero todo esto se ve reforzado por la escala de los niveles y la variedad del diseño del juego. El crítico de GamesRadar escribió que Luigi's Mansion 3 es una versión refrescante de la antigua fórmula, adecuada tanto para los fanáticos de la serie como para los recién llegados. El crítico de Eurogamer enfatizó específicamente que al principio la jugabilidad deja la impresión de un juego típico de la serie, pero con el tiempo se convierte en algo más, en lugar de un juego sobre una casa encantada, resulta ser una aventura en un parque temático.
Los revisores apreciaron que Luigi's Mansion ofrece una gran cantidad de acertijos inventivos y de alta calidad que aprovechan al máximo el potencial de las habilidades de Luigi y las capacidades de su aparato Poltergust G-OO, al mismo tiempo, notaron por separado la introducción del doble de Gooigi, que le permite penetrar en lugares inaccesibles para Luigi. Varios críticos elogiaron la forma en que el juego aprovecha al máximo el potencial de los rompecabezas que requieren jugar con dos personajes, requiriendo a veces que los jugadores completaran un nivel en tándem. Un crítico de IGN señaló que, a diferencia de los nuevos juegos de Kirby y Yoshi, Luigi's Mansion 3 no teme abordar temas complejos, ofreciendo, por ejemplo, acertijos espaciales bastante avanzados.
Los críticos también elogiaron las batallas entre fantasmas y jefes, destacando la amplia variedad de enemigos presentados, así como cómo se requiere que el jugador use todo el arsenal de capacidades de Poltergust G-OO, y experimenta y desarrolla una amplia variedad de estrategias para luchar contra los jefes. Así, cada batalla es apasionante y original. Un crítico de IGN comparó Luigi's Mansion 3 con Cuphead en términos de su abundancia de jefes extravagantes, desde un tiburón pirata pilotando un barco hasta un nadador narcisista de gimnasio. Los críticos también apreciaron a los fantasmas comunes y corrientes, que en algunas situaciones pueden defenderse con objetos. Una vez que el jugador entiende cómo luchar contra los diferentes tipos de fantasmas, puede derrotarlos sin perder muchos puntos de vida. Incluso si las peleas de fantasmas parecen demasiado repetitivas, los diferentes entornos aún añaden variedad a las peleas.
Se criticaron algunos puntos: por ejemplo, un representante de IGN calificó las monedas como inútiles; Dado que el juego solo te permite comprar vidas extra o detectores de fantasmas de Boo, el jugador se encontrará acumulando una cantidad excesiva de dinero al final del juego. A Eurogamer le molestaba que no hubiera forma de saltarse las escenas y que los efectos de sonido para problemas de salud fueran demasiado intrusivos.

### Crítica de gráficos y temas
Los críticos elogiaron Luigi's Mansion 3 por sus imágenes: texturas detalladas, animaciones, iluminación, física del agua efectos especiales, atención a los pequeños detalles y máxima interactividad de los objetos circundantes. Todo esto distingue al juego de sus predecesores, gracias a las características más avanzadas de Nintendo Switch en comparación con 3DS y GameCube. GamesRadar calificó a Luigi's Mansion 3 como uno de los juegos más atractivos de Nintendo Switch. El crítico de Polygon consideró el juego una prueba más de que Nintendo es capaz de crear juegos impresionantes en un hardware más débil que el de sus competidores. Los críticos elogiaron la forma en que el juego logró transmitir la atmósfera oscura de una casa encantada y, al mismo tiempo, ofreció una historia llena de humor y muchos momentos divertidos.
El hotel no resulta monótono, ya que el antiguo estilo Art déco se sustituye posteriormente por temas extravagantes en las plantas superiores, como un estudio de cine o un museo. Según el crítico Destructoid, el diseño de The Last Resort es un intento de combinar la habitual casa embrujada con las minimansiones de Dark Moon para 3DS. Si bien muchos de los interiores del juego son típicos de hoteles de lujo, algunos de ellos desafían la lógica y la física internas del juego, por ejemplo presentando un desierto en miniatura con una pirámide y una tumba oculta, o una gruta pirata. Pocket Gamer comparó el juego con una caja de juguetes ornamentada «sin un centímetro de espacio vacío».
Los críticos elogiaron particularmente las escenas y las animaciones fluidas y detalladas de los personajes, particularmente la forma en que Luigi reacciona de manera diferente a su entorno y amenazas. El crítico de Destructoid notó lo inexpresivos que eran los personajes en la parte anterior para 3DS, pero en la tercera parte, por el contrario, abundan las emociones. Aun así, Luigi sigue hablando con frases monosilábicas con la voz de Martinet, lo que da a las escenas un encanto adicional, especialmente en el modo multijugador. Chelsea Stark de Polygon comparó las escenas con una caricatura de calidad protagonizada por Luigi y su perro fantasma.

### Críticas a los controles y al multijugador
Un representante de The Washington Post citó problemas con los controles, calificándolos de difíciles y engorrosos, y señaló que a veces tenía que colocar los dedos de manera incómoda sobre el controlador para utilizar todas las funciones. Varios críticos elogiaron Luigi's Mansion 3 por su modo cooperativo, que permite a dos jugadores controlar a Luigi y Gooigi. Sin embargo, este elemento no es necesario en el juego, ya que hace que sea muy fácil de completar y es obvio que el juego con Gooigi fue diseñado pensando en el modo para un jugador.
El crítico de IGN elogió el minijuego multijugador para cuatro jugadores de ScareScraper, calificándolo no sólo como «para mostrar», sino como un recorrido divertido de cinco a diez pisos que a menudo requiere la cooperación de dos o tres jugadores. Y el cuarteto de Luigi golpeando simultáneamente fantasmas contra el suelo es un espectáculo bastante divertido. Un representante de Destructoid calificó a ScareScraper como uno de los mejores juegos multijugador que ha probado durante todo el año, señalando que nunca vio caídas de fotogramas en salas llenas de jugadores fantasmas, lo cual es un logro especial para Nintendo dada su difícil historia con los juegos multijugador. Sin embargo, el crítico consideró un grave inconveniente que ScareScraper no se adapta a diferentes números de jugadores, lo que hace que resolver problemas sin la participación de los cuatro Luigi sea demasiado difícil y, a veces, casi imposible si hablamos de una torre entera.

## Premios
| Año  | Premios                         | Categoría                                                  | Resultado | Ref.          |
| ---- | ------------------------------- | ---------------------------------------------------------- | --------- | ------------- |
| 2019 | Game Critics Awards             | Mejor juego de consola                                     | Nominado  | [ 87 ]        |
| 2019 | Game Critics Awards             | Mejor juego de aventuras                                   | Nominado  | [ 87 ]        |
| 2019 | Game Critics Awards             | Mejor juego familiar/social                                | Ganador   | [ 87 ]        |
| 2019 | Gamescom                        | Mejor juego familiar                                       | Nominado  | [ 88 ]        |
| 2019 | Gamescom                        | El mejor juego en Nintendo Switch                          | Nominado  | [ 88 ]        |
| 2019 | Titanium Awards                 | Mejor trabajo                                              | Nominado  | [ 89 ] [ 90 ] |
| 2019 | Titanium Awards                 | Mejor juego de aventuras                                   | Nominado  | [ 89 ] [ 90 ] |
| 2019 | Titanium Awards                 | Mejor juego familiar/social                                | Ganador   | [ 89 ] [ 90 ] |
| 2019 | The Game Awards 2019            | Mejor juego familiar                                       | Ganador   | [ 91 ] [ 92 ] |
| 2020 | Premios de juegos de Nueva York | Premio Gran Manzana al Mejor Juego del Año                 | Nominado  | [ 93 ] [ 94 ] |
| 2020 | Premios de juegos de Nueva York | Premio Central Park Children's Zoo al mejor juego infantil | Ganador   | [ 93 ] [ 94 ] |
| 2020 | Premios D.I.C.E.                | Logro destacado en animación                               | Ganador   | [ 95 ] [ 96 ] |
| 2020 | Premios D.I.C.E.                | Juego de aventuras del año                                 | Nominado  | [ 95 ] [ 96 ] |
| 2020 | NAVGTR Awards                   | animación, arte                                            | Nominado  | [ 97 ] [ 98 ] |
| 2020 | NAVGTR Awards                   | Juego, franquicia familiar                                 | Ganador   | [ 97 ] [ 98 ] |
| 2020 | Premios de juegos SXSW          | Excelencia en Animación                                    | Nominado  | [ 99 ]        |
| 2020 | Premios de juegos SXSW          | Excelencia en las Artes                                    | Nominado  | [ 99 ]        |
| 2020 | Premios de juegos SXSW          | Excelencia en Diseño                                       | Nominado  | [ 99 ]        |
| 2020 | Premios de juegos SXSW          | Excelencia en efectos especiales                           | Nominado  | [ 99 ]        |
| 2020 | Premios BAFTA de Videojuegos    | El mejor juego                                             | Nominado  | [ 100 ]       |
| 2020 | Premios BAFTA de Videojuegos    | Animación                                                  | Ganador   | [ 100 ]       |
| 2020 | Premios BAFTA de Videojuegos    | Familia                                                    | Nominado  | [ 100 ]       |
| 2020 | Premios BAFTA de Videojuegos    | Multijugador                                               | Nominado  | [ 100 ]       |